# Tamana
|  | Per a altres significats, vegeu «illa de Tamana». |

Tamana (玉名市, Tamana-shi) és una ciutat del Japó al nord-oest de la prefectura de Kumamoto, que el 2015 tenia una població estimada de 68.517 habitants. Té una àrea total de 152,55km²i és banyada al sud pel mar d'Ariake. Tamana fou fundada l'1 d'abril de 1954.